# Баміделе Юсуф
Баміделе Юсуф (англ. Bamidele Yusuf, нар. 22 лютого 2001, Лагос) — нігерійський футболіст, нападник сербського клубу «Воєводина». Виступав також за низку європейських клубів. Володар Кубка Словаччини.

## Ігрова кар'єра
Баміделе Юсуф народився 2001 року в місті Лагос. Розпочав займатися футболом у юнацькій команді клубу «Обазз», а в 2019 році перейшов до юнацької команди словацького клубу «Спартак» (Трнава). У 2020 році Юсуф розпочав грати в основній команді «Спартака», де швидко став одним із основних гравців атакувальної ланки команди, взявши участь у 77 матчах чемпіонату, в яких відзначився 15 забитими голами. у складі команди нігерієць у сезоні 2021—2022 років став володарем Кубка Словаччини.
У 2022 році футболіст перейшов до португальського клубу «Ештуріл-Прая», проте в ньому не став гравцем основного складу, і за півтора року зіграв у складі команди лише 5 матчів. На початку 2024 року нігерійський нападник перейшов до сербського клубу «Раднички» (Ниш), де за півроку відзначився 6 забитими голами в 16 проведених матчах. Із середини 2024 року Баміделе Юсуф грає у складі сербського клубу «Воєводина».

## Титули і досягнення
- Володар Кубка Словаччини (1):

«Спартак» (Трнава): 2021–2022